# Torrenteiro-de-cabeça-castanha
Torrenteiro-de-cabeça-castanha (Enicurus ruficapillus) é uma espécie de ave da família Muscicapidae. Pode ser encontrada nos seguintes países: Brunei, Indonésia, Malásia, Mianmar e Tailândia. Os seus habitats naturais são: florestas subtropicais ou tropicais húmidas de baixa altitude. Está ameaçada por perda de habitat.